# Juan Sánchez (Fußballspieler)
Juan Ginés Sánchez Romero (* 15. Mai 1972 in Aldaya) ist ein ehemaliger spanischer Fußballspieler. Er spielte für drei Vereine in zwei Spielklassen; für den RCD Mallorca sowie für den FC Valencia und Celta Vigo ein zweites Mal. Mit dem FC Valencia war er am erfolgreichsten.

## Karriere

### Vereine
Sánchez Romero kam für den FC Valencia Mestalla (auch FC Valencia B), der Zweitvertretung der Erstligamannschaft, zunächst in 20 Punktspielen in der drittklassigen Segunda División B zu Punktspielen und erzielte fünf Tore. Sein Debüt im Seniorenbereich gab er am 6. September 1992 (1. Spieltag) bei der 0:1-Niederlage im Auswärtsspiel gegen Yeclano Deportivo. Es folgten sechs weitere Zweitligaspiele (1 Sieg, 1 Remis, 4 Niederlagen), bevor er – auch dem Kader des FC Valencia angehörig – am 5. Oktober 1992 (1. Spieltag) erstmals in der Primera División, der höchsten Spielklasse im spanischen Fußball, bei der 0:3-Niederlage im Auswärtsspiel gegen den FC Barcelona eingesetzt wurde – als Einwechselspieler für Eloy Olaya in der 70. Minute. Seine ersten beiden von drei Toren gelangen ihm am 6. Juni 1993 (36. Spieltag) beim 2:0-Sieg im Heimspiel gegen Espanyol Barcelona in der 78. und 81. Minute. Im Wettbewerb um den Copa del Rey, den spanischen Vereinspokal, erzielte er vier Tore in drei Spielen. Bei seinem Debüt am 14. April 1993 beim 6:0-Sieg über den FC Villarreal im Viertelfinalrückspiel erzielte er allein drei.
Anschließend kam er in der Saison 1993/94 für den RCD Mallorca in der Segunda División in nahezu allen Saisonspielen zum Einsatz und erzielte für den „Inselverein“ 16 Tore. Von 1994 bis 1999 bestritt er für den in Galicien beheimateten Verein Celta Vigo 159 Erstligaspiele, in denen er 38 Tore erzielte. Ferner kam er in insgesamt 25 Spielen im Wettbewerb um den spanischen Vereinspokal, zum Einsatz, in denen er fünf Tore erzielte.
Ebenfalls in einem Zeitraum von fünf Jahren gehörte er anschließend – und erneut – dem FC Valencia an. Noch vor dem Beginn der Saison 1999/2000 gewann er mit dem 3:3-Unentschieden gegen den FC Barcelona im Rückspiel um den Spanischen Supercup – das Hinspiel wurde mit 1:0 gewonnen – seinen ersten Titel. In den beiden Jahren darauf fand er sich mit seiner Mannschaft jeweils im Finale der Champions League wieder, sowohl gegen Real Madrid als auch gegen den FC Bayern München wurde jedoch verloren. Im Folgejahr gewann er erstmals die Spanische Meisterschaft, die er im Jahr 2004 wiederholen und mit dem Gewinn des UEFA-Pokals einen internationalen Titel hinzufügen konnte.
Zum Ende seiner Spielerkarriere spielte er erneut und zwei Jahre lang für Celta Vigo, für den er fünf Tore in 20 Zweitligaspielen erzielte und die ersten drei Punktspiele in der Erstligasaison 2005/06. Nach der Niederlage im Heimspiel gegen Real Madrid und einem Remis bei Real Sociedad San Sebastián endete sein letztes Spiel als aktiver Fußballspieler mit einem Sieg; am 13. Mai 2006 gewann er mit seiner Mannschaft das Heimspiel gegen den FC Getafe mit 1:0; er wurde in der 40. Minute für Jonathan Aspas ausgewechselt.

### Nationalmannschaft
Für die A-Nationalmannschaft kam Sánchez Romero einzig am 18. November 1998 in Salerno beim 2:2-Unentschieden gegen die Nationalmannschaft Italiens zum Einsatz. Zuvor hatte er vier Länderspiele für die U21-Nationalmannschaft bestritten. Sein Debüt als Nationalspieler gab er am 8. September 1992 in Burgos bei der 0:1-Niederlage gegen die U21-Nationalmannschaft Englands.

## Erfolge
- Champions-League-Finalist 2000, 2001
- UEFA-Pokal-Sieger 2004
- Spanischer Meister 2002, 2004
- Spanischer Supercup-Sieger 1999, -Finalist 2002